# Ndumbe Lobe Bell
Pour les articles homonymes, voir Bell.
Ndoumbé Lobé Bell, King Bell ou roi Bell (1839 – décembre 1897) était un chef douala au Cameroun pendant la période où l'Empire allemand avait établi une colonie, le Kamerun. En outre, Il était un homme politique et homme d'affaires.

## Traité germano-douala (12 juillet 1884)
Le 12 juillet 1884, le roi Ndumbé Lobé Bell et le roi Akwa signent un traité dans lequel ils cèdent intégralement les droits souverains, la législation et l'administration de leur pays aux cabinets C. Woerman et Jantzen & Thormählen, représentés par les marchands Edward Schmidt et Johann Voss. Le traité comprend des conditions selon lesquelles les contrats existants et les droits de propriété devaient être maintenus, les coutumes existantes respectées et l'administration allemande continuait de faire des paiements, ou taxe commerciale, aux rois comme auparavant. Le roi Bell a reçu 27 000 marks en échange de la signature du traité, une somme très importante à l'époque.

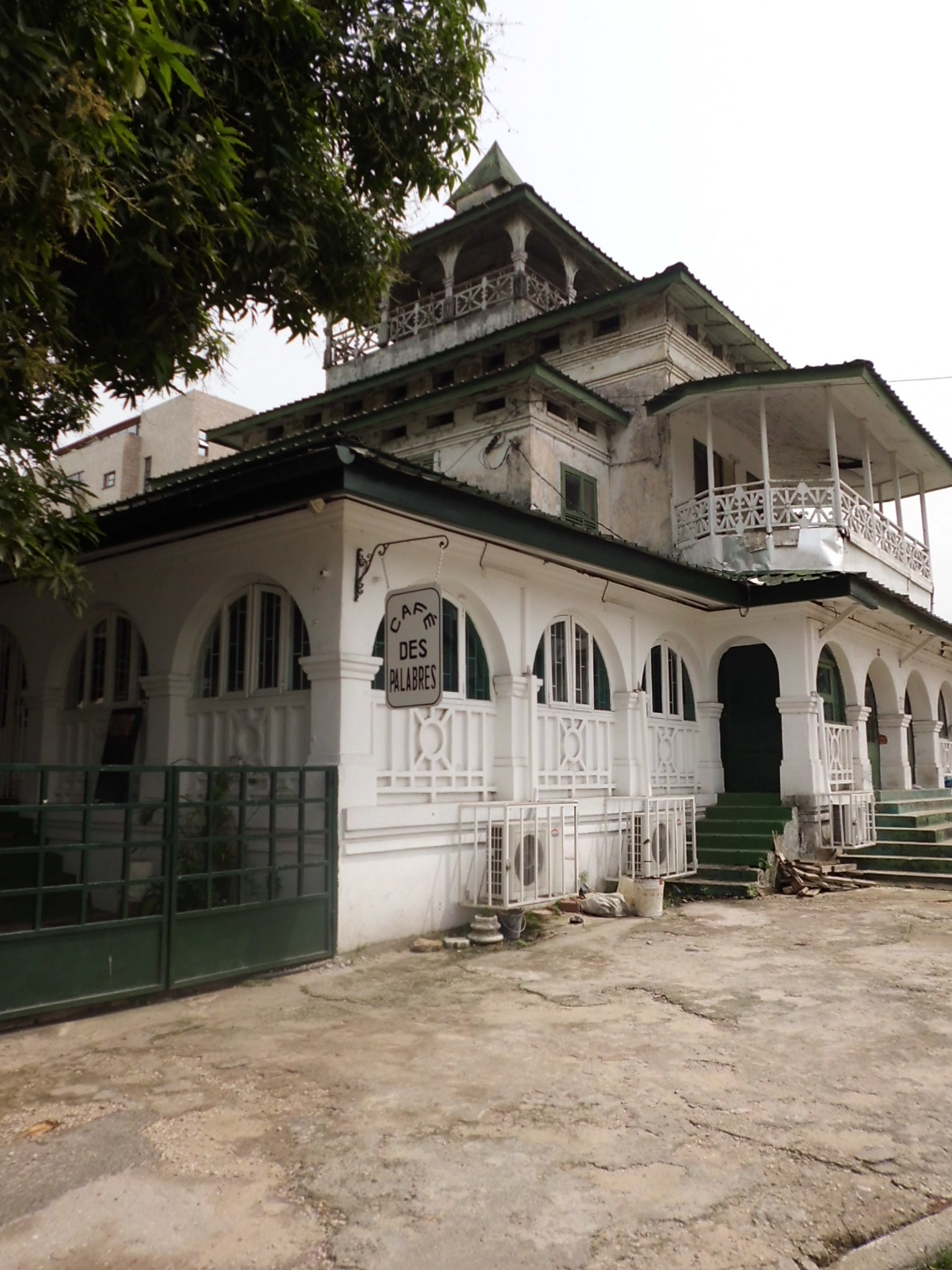
Palais des Rois Bell.
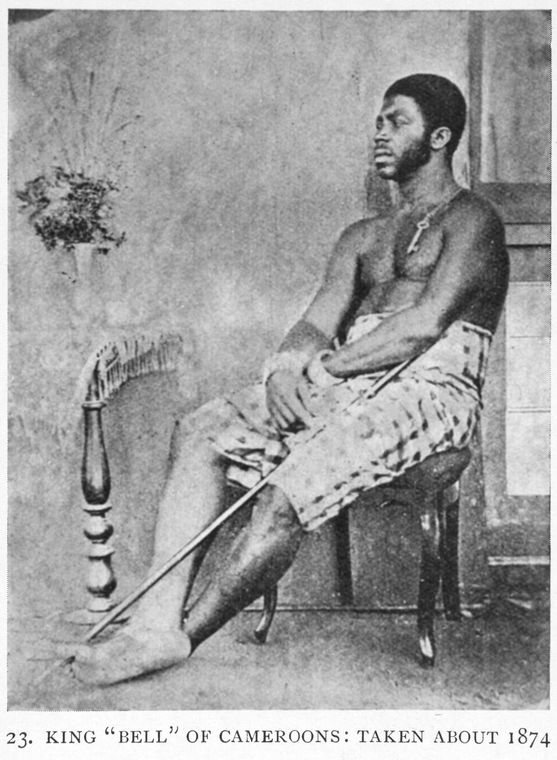
Portrait (1874).
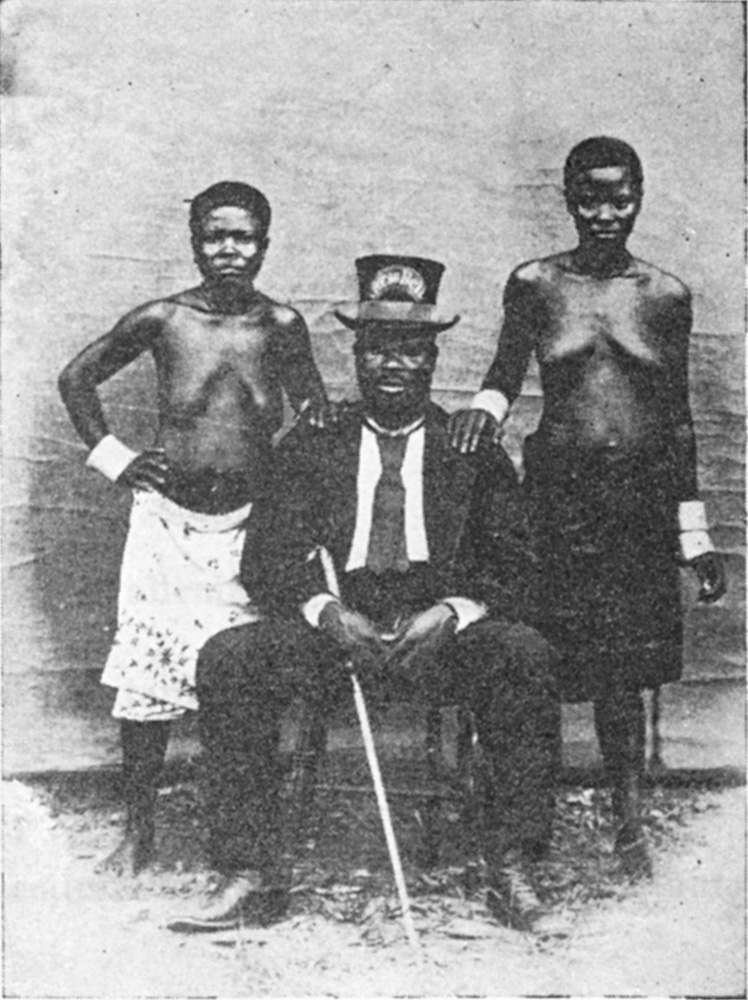
Le roi et ses femmes (1891).

## Hommage
- Rue King-Bell, quartier Bali à Douala.